# IBM Roadrunner
För andra betydelser, se Roadrunner

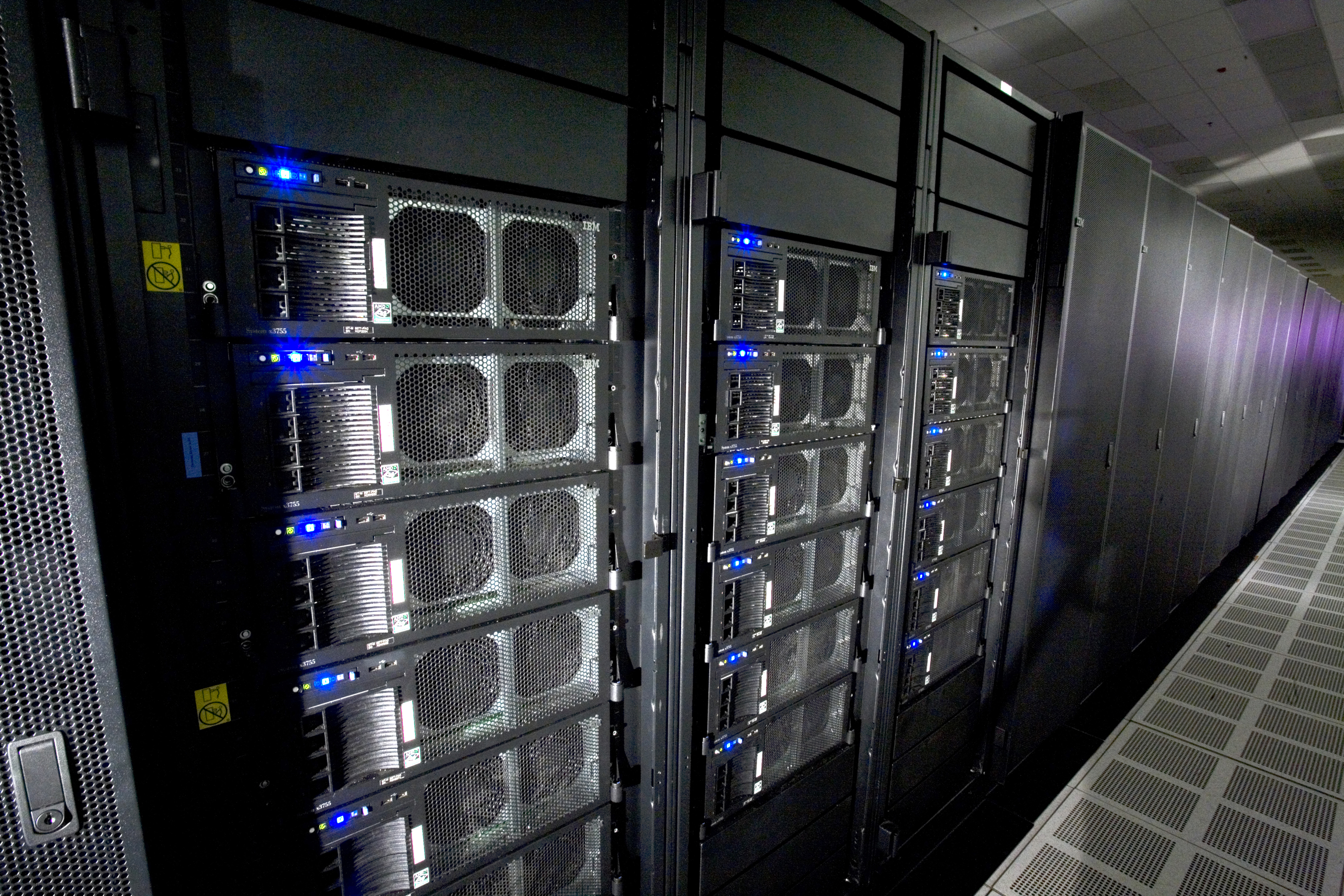
En del av Roadrunner.

IBM Roadrunner blev i juni 2008 världens snabbaste superdator då dess beräkningshastighet på prestandatestet Linpack passerade en petaflops. År 2009 blev dock Cray Jaguar snabbare med sina 1.759 PFLOPS.
Ägare är USA:s Department of Energy, som planerar att använda datorn till att beräkna om USA:s åldrande kärnvapenarsenal är pålitlig.

## Överblick
Roadrunner är en hybridkonstruktion som är utrustad med både Cell-processorer från IBM (12 960 stycken) och Opteron-processorer (6 480 stycken) från AMD. Den använder operativsystemet Red Hat Linux. Total golvyta är 560 kvadratmeter, den totala vikten 227 ton och effektbehovet 2,35 megawatt.